# Dragonslayer
Dragonslayer is een Amerikaanse fantasy film uit 1981 van regisseur Matthew Robbins.

## Verhaal
Het middeleeuwse dorp Urland zucht onder de tirannie van de draak Vermithrax Pejorative. De dorpelingen vragen de oude magiër Ulrich of hij hen kan komen helpen. Ulrich stemt toe, maar sterft door toedoen van de verraderlijke kapitein Tyrian voordat hij tegen de draak kan vechten. De onervaren tovenaarsleerling Galen besluit daarop zelf de draak te bevechten. Aangekomen in het dorp hoort hij dat de wanhopige dorpelingen hebben besloten een maagd aan de draak te offeren. Galen besluit de ingang van het drakenhol te sluiten door er een rots voor te laten vallen. Dit lukt, hoewel hij daarna ternauwernood aan een steenlawine weet te ontsnappen.
Later, wanneer hij in het kasteel van koning Casiodorus is, hoort hij dat de draak is ontsnapt en wraak neemt door het dorp te vernielen. Galen moet terug naar het kasteel om het magische amulet dat de koning van hem heeft afgepakt terug te vinden. Ondertussen wordt prinses Elspeth uitgeloot om als offer voor de draak te dienen. Met het amulet laat Galen een steekwapen maken waarmee hij de draak wil doden. Dit mislukt maar later krijgt hij een visioen van zijn dode meester Ulrich, die hem vertelt wat hij moet doen. De herrezen Ulrich zal de draak bevechten en wanneer de tijd daar is moet Galen het amulet vernietigen. Wanneer de draak de oude tovenaar opeet, vernietigt Galen het magische amulet, waardoor de oude tovenaar explodeert en de draak met hem.

## Rolbezetting
| Acteur           | Personage        |
| ---------------- | ---------------- |
| Peter MacNicol   | Galen Bradwarden |
| Caitlin Clarke   | Valerian         |
| Ralph Richardson | Ulrich           |
| John Hallam      | Tyrian           |
| Peter Eyre       | Casiodorus Rex   |
| Albert Salmi     | Greil            |
| Sydney Bromley   | Hodge            |
| Chloe Salaman    | Prinses Elspeth  |
| Emrys James      | Valerians vader  |
| Roger Kemp       | Horsrik          |
| Ian McDiarmid    | Broeder Jacopus  |

## Trivia
- Vrijwel alle buitenscenes werden gefilmd in noord Wales, behalve de finale: deze werd geschoten op Schotse eiland Skye.
- Dragonslayer werd gemaakt door The Walt Disney Company in samenwerking met Paramount Pictures. De film was harder en realistischer dan andere Disney-films in die tijd en daardoor in de Verenigde Staten controversieel, omdat onderdrukking, geweld en (een beetje) bloot niet bij het Disney-beeld paste.
- De effecten van Industrial Light and Magic waren goed voor een Oscarnominatie, Ook werd de film genomineerd voor de Hugo Award voor Beste Dramatische Presentatie (beide prijzen werden gewonnen door Raiders of the Lost Ark).